# 拉普拉塔河
拉布拉他河（西班牙語：Río de la Plata），或译普拉塔河，实际上是南美洲巴拉那河和乌拉圭河汇集后形成的一个河口湾。其名在西班牙语中意为“白银之河”。
拉布拉他河位于南美洲东南部阿根廷和乌拉圭之间，河长約290公里，其宽度从西端两河汇集处的48公里逐渐扩大至东部与大西洋相交处的220公里，最宽处约达290公里，是世界上最宽的河口。西北段因受大量河水注入，为淡水；东南段因海洋影响，为咸水。阿根廷首都布宜诺斯艾利斯位于拉布拉他河西南岸，乌拉圭首都蒙得维的亚则位于东北岸处。
1502年為佛羅倫斯航海家亞美利哥·維斯普奇發現之，但此一發現被列為國家機密，1519年麥哲倫環球航行時，到此河口因其巨大，誤以為是穿越美洲的海峽，還派偵察船探路，直到一個星期後，遇到淡水才無功而返，繼續延著海岸航行到南美洲的最南端，真正發現麥哲倫海峽。

### 引用
1. ↑  Río Paraná Guazú位于GEOnet名称服务的结果 (main distributary of the Río Paraná)
2. ↑  Raúl A. Guerrero;  et al. . Continental Shelf Research. June 1997, 17 (7): 727–742. Bibcode:1997CSR....17..727G. doi:10.1016/S0278-4343(96)00061-1.
3. 1 2  . .   [11 August 2010]. （原始内容存档于9 May 2015）.
4. ↑  民政部地名研究所 (编). . . 北京: 中国社会出版社: 2234. 2017-05. ISBN 978-7-5087-5525-0. OCLC 1121629943. OL 28272719M. NLC 009152391.（简体中文）

### 书目

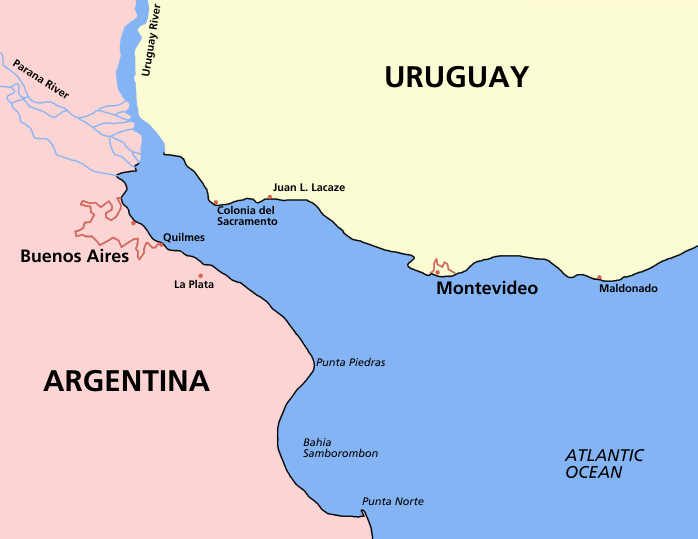
地图

- Rela, Walter. España en el Río de la Plata: Descubrimiento y Poblamientos (1516-1588). Montevideo: Club Español. 2001. ISBN 9974-39-317-5.
- Simionato, Claudia G., Vera, Carolina S., Siegismund, Frank (2005). "Surface Wind Variability on Seasonal and Interannual Scales Over Río de la Plata Area" Journal of Coastal Research. 21 (4): 770-783. 摘要